# Trimley St Mary
Trimley St Mary est un village et une paroisse civile du Suffolk, en Angleterre.